# Gelobtes Land

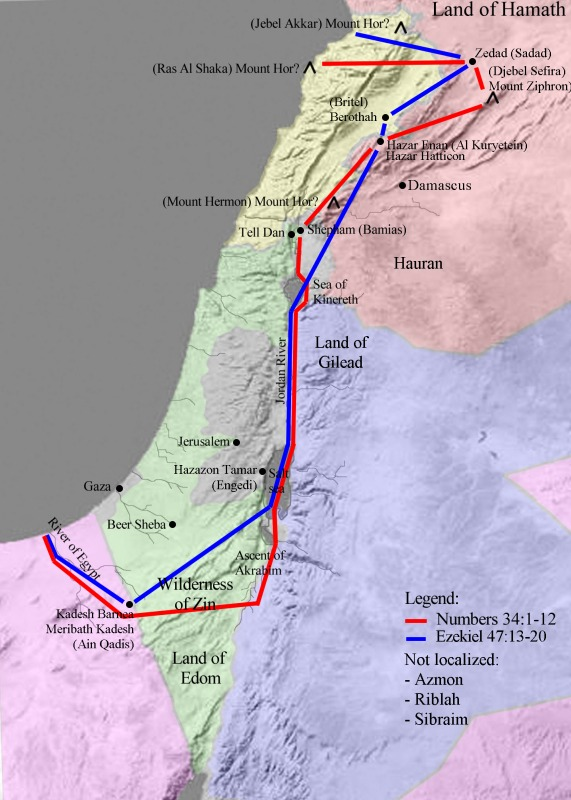
Modernes Staatsgebiet Israels (grün) und biblische Grenzverläufe nach dem Buch Numeri (rote Line) und dem Buch Ezechiel (blaue Line)

Gelobtes Land (hebräisch הארץ המובטחת ha'aretz hamuvtakhat) ist eine in der Frühen Neuzeit aufgekommene Bezeichnung für das Land Israel, welches auch Heiliges Land genannt wird. Der hebräische Begriff bedeutet ursprünglich Versprochenes Land, lateinisch terra promissionis, und hebt den Aspekt hervor, dass Gott seine Landverheißung nach biblischer Darstellung mit einem Schwur bekräftigt, also „gelobt“, hat (Gen 26,3 ). Der moderne Ausdruck ist „Land der Verheißung“.

## Hebräische Bibel
Die Begriffsprägung „Gelobtes Land“ nimmt den Gedanken auf, dass das Land Israel eine Gabe Gottes sei, ein Konzept, das besonders im Buch Deuteronomium entfaltet wird und eine Nähe zum Konzept einer Landnahme der Israeliten hat: eine militärische Eroberung, verbunden mit der Vollstreckung des Banns an der im Land ansässigen Bevölkerung.
Im Deuteronomistischen Geschichtswerk (z. B. 2 Kön 23,27 ) und bei den Propheten (z. B. Jer 5,19 ) wird der Verlust der Staatlichkeit damit erklärt, dass Israel im Land nicht nach den Geboten Gottes gelebt habe. Damit verbindet sich die Zukunftshoffnung, dass für die Menschen in der Jüdischen Diaspora die Rückkehr ins Land und ein Neuanfang dort möglich sei (z. B. Jes 8,7–8 ). „Dem heutigen Stand der Forschung nach sind die Landverheißungen in einer Phase der Landlosigkeit entfaltet worden – während des Exils im 6. Jh. v.Chr. Das Bild vom verheißenen Land wird hier zu einem Hoffnungsbild…“
Die Grenzen des verheißenen Landes werden in der Hebräischen Bibel unterschiedlich bestimmt; dabei handelt es sich um Idealvorstellungen:
- Gen 15,18 LUT: Nordgrenze am Euphrat, Südgrenze am „Bach Ägyptens“ (Nil oder Wādī l-‘Arīš).
- Ri 20,1 LUT: Von Dan im Norden bis Beerscheba im Süden.
- Num 34,12 LUT: Jordan und Totes Meer als östliche Grenze.
- Jos 1,14 LUT: Auch Gebiete östlich des Jordans gehören zum verheißenen Land.

Weitere Konzepte beschreiben das Verheißungsland durch Addition der Territorien, die jedem der Stämme Israels zugesprochen wurden (Buch Josua) oder als idealen Zukunftsentwurf (Buch Ezechiel).

## Rabbinische Literatur
Das Land Israel hat in der Rabbinischen Literatur eine einzigartige Qualität dadurch, dass hier alle Ge- und Verbote der Tora praktiziert werden können. Allerdings gibt es keinen rabbinischen Konsens über die Grenzen des Landes. Auch das Territorium, das durch einen legitimen Krieg hinzugewonnen wird, gilt als Land Israel.

## Zionismus

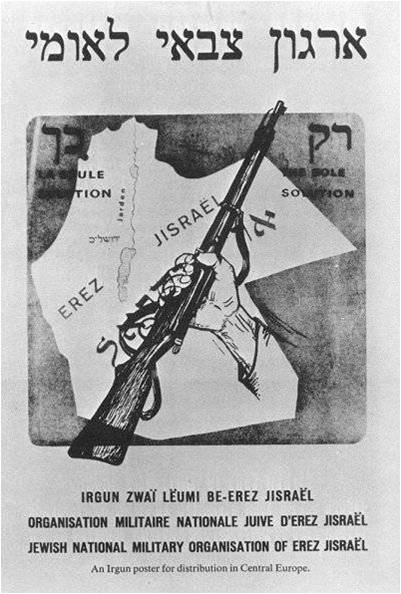
Poster von Etzel, einer paramilitärischen Untergrundorganisation, mit einem Land Israel beiderseits des Jordan (1930er Jahre)

Theodor Herzl vertrat in seinem Hauptwerk Der Judenstaat die These, dass jeder Jude etwas vom Gelobten Land in sich trage, das er in den aufzubauenden Staat transferiere: „… Jeder trägt ein Stück vom Gelobten Land hinüber: der in seinem Kopf, und der in seinen Armen, und Jener in seinem erworbenen Gut.“
Die biblische Landverheißung war neben dem Antisemitismus das entscheidende Motiv für die jüdische Siedlung in Palästina seit dem 19. Jahrhundert und die Neugründung des Staates Israel 1948 auf der Grundlage des Zionismus. Der Revisionistische Zionismus orientierte sich an den biblischen Grenzen des Landes Israel und strebte deshalb einen jüdischen Staat an, der auch Gebiete im Ostjordanland umfasste. Mit dem Libanonkrieg 1982 kam die Nordgrenze des Verheißungslandes neu in den Blick der israelischen religiösen Rechten. Insbesondere Yisrael Ariel trat mit Studien zu der territorialen Ausdehnung des verheißenen Landes hervor, das ihm zufolge den gesamten Libanon und Teile der Staaten Syrien, Irak und Kuwait umfasst.
Die religiöse Metapher des verheißenen Landes wird auch von säkularen Ultranationalisten zur ideologischen Rechtfertigung eines Großisrael herangezogen. Ein Mitglied der Techija-Partei formulierte es so: „Für mich ist die Bibel heilig. In meinen Augen ist sie noch heiliger als sie das für einen religiösen Menschen ist. … Ich glaube nicht, dass Gott irgendwas zu Abraham gesagt hat. Ich sehe in den verheißenen Grenzen die geopolitische Mission des Volkes Israels für künftige Generationen.“ Israel Eldad forderte in den 1950er und 1960er Jahren einen jüdischen Staat vom Nil bis zum Euphrat, in den 1970er Jahren immer noch als Minimum ein Staatsgebiet, das den Sinai und Jordanien mit einschloss.
Gusch Emunim vertritt eine Form des religiösen Zionismus, der Landansprüche nicht darauf gründet, dass das betreffende Gebiet in der Vergangenheit von Juden besiedelt war, sondern dass es sich um verheißenes, also künftig zu besiedelndes Land handle. in diesem Sinn forderte Mosche Levinger seine Anhänger dazu auf, den Markt der palästinensischen Stadt Qalqiliya zu „erlösen“.

## Christliche Tradition
Paulus hält an der Verbindung der Jesusgläubigen mit dem Volk Israel fest, demgegenüber tritt das Land Israel in den Hintergrund. Die Verbindung zu diesem Land scheint weniger wichtig. „Das Land des neuen Gottesvolkes ist die Welt“, nicht im Sinn einer christlichen Weltherrschaft, sondern im Sinn der weltweiten Mission.
Origenes erwähnte im 3. Jahrhundert n. Chr., dass seine jüdischen Zeitgenossen das irdische Judäa als „Gelobtes Land“ bezeichneten. Nach seiner Meinung steht Judäa aber wie jedes irdische Territorium unter dem Fluch des Sündenfalls, und die Christen hofften auf ein jenseitiges, himmlisches Verheißungsland. Tertullian erwähnte, dass Juden Judäa als „Heiliges Land“ bezeichneten (hier begegnet der Begriff erstmals in der christlichen Literatur), und distanzierte sich davon. Heiliges Land – das sei der Leib Christi. Es gab aber eine Gegenbewegung zu dieser Spiritualisierung des Verheißungslandes. Durch die im 4. Jahrhundert einsetzenden Pilgerfahrten etablierten sich die Vorstellungen eines christlichen Heiligen Landes und einer Heiligen Stadt (Jerusalem).
Die Kreuzfahrer imaginierten sich als neues Israel, das beauftragt sei, das Land der Verheißung zu erobern. Die religiöse Vorstellung vom Verheißungsland (engl. promised land) war auch wirksam bei der europäischen Kolonisation Nordamerikas, Südafrikas und anderer außereuropäischer Gebiete.
Bei Martin Luther begegnet der Begriff „Gelobtes Land“ öfter bezogen auf den Auszug der Israeliten aus Ägypten unter Führung des Mose. Er zitierte zustimmend Berichte von Jerusalempilgern, dass das Heilige Land in der Gegenwart nichts Lobenswertes mehr an sich hätte, sondern wegen der Bosheit seiner Bewohner unfruchtbar geworden sei. Ein Graf von Stolberg habe das Heilige Land durchzogen und danach geäußert, sein eigenes Land sei ihm lieber.
Seit der Aufklärung war die Vorstellung eines heiligen Landes für liberale Christen nicht mehr nachvollziehbar. Ein Land oder eine Stadt könne nicht besondere Gottesnähe als Wesensmerkmal haben. „Zion“ etwa konnte nun jeder Ort metaphorisch genannt werden, an dem Menschen guten Willens zusammen lebten. Das Land Israel behielt aber seine Besonderheit als Schauplatz der biblischen Geschichte und (für Christen) des Lebens Jesu.
Die Evangelische Kirche in Deutschland (EKD) betont, dass zwischen dem säkularen Staat Israel und dem „Land als Gnadengabe Gottes“ zu unterscheiden ist; der Bibel seien keine Grenzverläufe des Verheißungslandes zu entnehmen und keine Organisationsform des Wohnens Israels in seinem Land. Christlicher Zionismus wird explizit abgelehnt. Andererseits respektiert die EKD den Stellenwert des Landes für jüdisches Selbstverständnis: „Wenn Christen für das Lebensrecht des jüdischen Volkes im Land der Väter eintreten, respektieren sie, dass die Verbindung von Volk und Land für das Judentum unabdingbar ist.“